# Amicitia

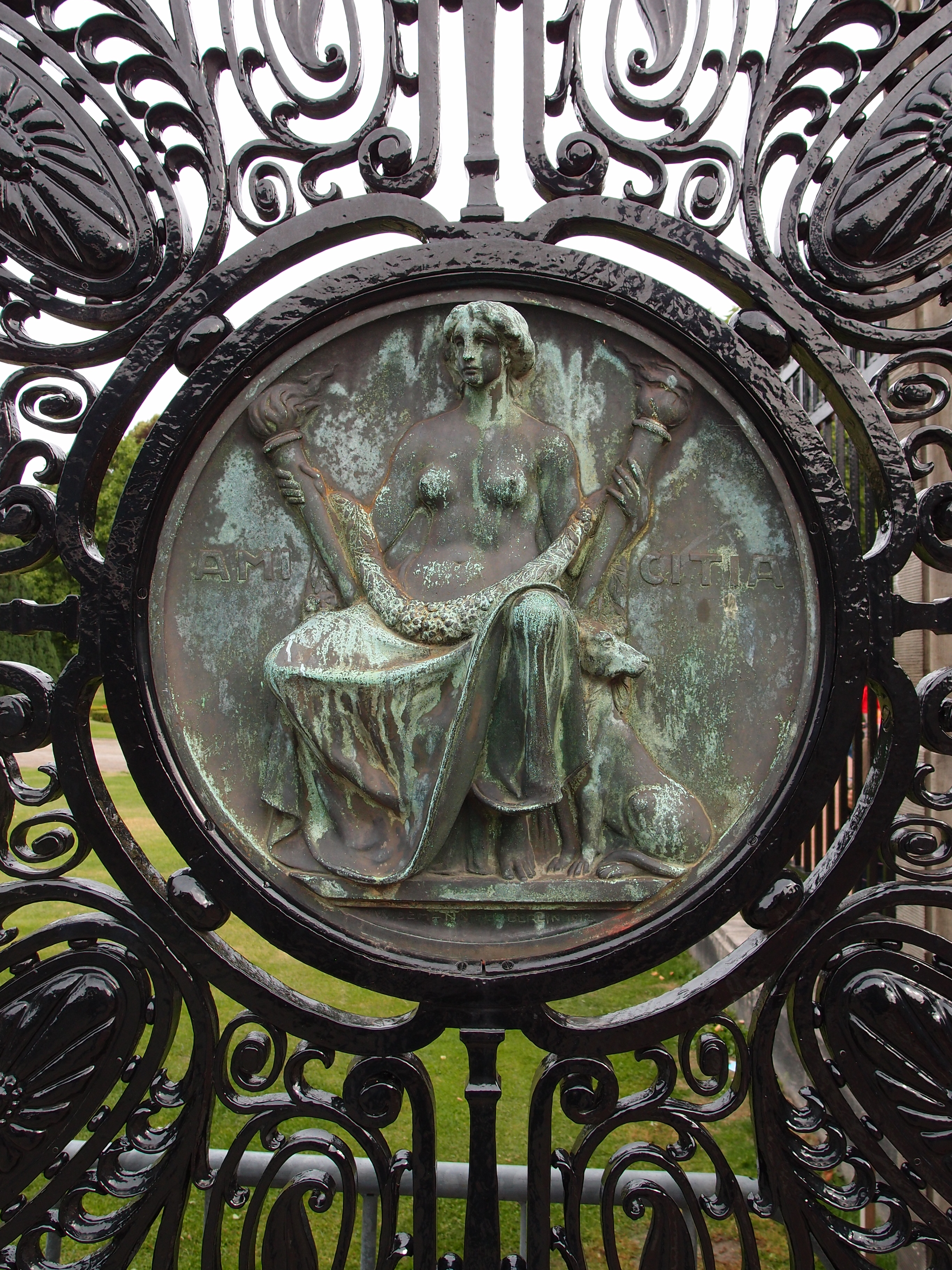
Darstellung der Amicitia am Eingangstor zum Friedenspalast in Den Haag, Niederlande

Amicitia (lateinisch Freundschaft) ist ein Begriff aus der römischen Geschichte. Amicitia war sowohl die Bezeichnung für eine Freundschaft im heute gebräuchlichen Sinne als auch für Freundschaften im philosophischen, sozialen und politischen Lebensbereich.
Der Begriff amicitia bildete sich in der römischen Gesellschaft unter dem Einfluss des griechischen Freundschaftsbegriffes Philia. Cicero definierte die philosophische Sicht der amicitia und legte damit die gültige Definition für die folgenden Jahrhunderte vor. Für eine Freundschaft im persönlichen Sinne benutzte man die Bezeichnung familiaris. Amicitia wie auch amicus wurde zur Bezeichnung einer freundschaftlichen Beziehung zwischen gleichrangigen, hochgestellten Personen der Aristokratie benutzt. Vor allem in der späten Römischen Republik waren diese, oft ererbten, politisch-freundschaftlichen Verbindungen wichtig, als sich die Freunde bei Prozessen, Wahlen und bei der Amtsführung während der labilen Zeiten unterstützten.
Ein weiteres freundschaftliches Verhältnis gab es zwischen dem Patron und seinen Klienten. Der Patron war der amicus der Klienten. Die Volkstribunen Gaius Sempronius Gracchus und Marcus Livius Drusus führten die Unterteilung der Freundschaften in soziale Klassen ein, die in der Folgezeit üblich werden sollte.
Die Versöhnung nach einem Freundschaftsbruch zwischen zwei Aristokraten war ein feierlicher und formalisierter Akt. Politische Freundschaften mussten keine persönlichen sein. Cicero nannte beispielsweise Quintus Fufius Calenus amicus, obwohl er ihn persönlich hasste.
In der Kaiserzeit galten wohl alle hohen Funktionsträger als amici augusti, als Freunde des Kaisers. Ein kaiserlicher amicus hatte einen hohen sozialen und politischen Stand, der Verlust der kaiserlichen Freundschaft hingegen konnte tödlich sein. Der Freundeskreis beriet den Kaiser und sorgte im Allgemeinen auch für eine reibungslose Nachfolge des Princeps. 
Eine wichtige Rolle spielte die amicitia seit der Zeit der späten Republik auch in der römischen Außenpolitik. Befreundete Herrscher wurden zum amicus populi Romani erklärt. Zunächst waren diese Freunde „Ebenbürtige“. Als das Römische Reich erstarkte, wurde diese Verbindung mehr und mehr zu einem Klientelverhältnis. Nicht selten war die Versicherung der Freundschaft Roms gleichbedeutend mit der Sicherung der Herrschaft des Freundes von Rom (beispielsweise der Herrscher von Pergamon oder Armeniens). Der Klient war dabei zu bestimmten Leistungen, Rom jedoch zu nichts verpflichtet. Dennoch wurde ein Angriff gegen einen Freund Roms nicht selten als Angriff auf Rom verstanden und führte zu einer Gegenreaktion.
Der Begriff wurde durch Gerd Althoff und Hagen Keller auch für das Frühmittelalter herangezogen. Sie schlussfolgerten, dass der ostfränkische König Heinrich I. im 10. Jahrhundert seine Königsherrschaft durch amicitia-Bündnisse mit den Herzögen zu konsolidieren versuchte. Sein Sohn Otto I. habe diese Politik aufgegeben und dadurch Konflikte erzeugt.
Verena Epp beschreibt die amicitia im Übergang von der Spätantike zum Frühmittelalter als „wechselseitige, wertbezogene und moralisch bindende Verpflichtung“ von mindestens zwei adeligen Parteien, die affektive und vertragliche Bestandteile umfasst und sich in gegenseitigen Diensten äußert. Epp unterscheidet vier Formen der amicitia, die sich „in der historischen Wirklichkeit [nicht] strikt voneinander trennen ließen“: amcitia als personale Beziehung (S. 27–129), als Klientel- und Gefolgschaftsbeziehung (S. 130–175), als außenpolitisches Beziehungsverhältnis (S. 176–233) und als geistliche Beziehung (S. 234–298). Der in hohem Maße verpflichtende Charakter der mittelalterlichen amicitia und die starke Institutionalisierung führten im Falle eines Freundschaftsbruchs zu sozialer Ächtung und Ausgrenzung in den eigenen Reihen und zu gewaltsamen Auseinandersetzungen der ehemaligen Freunde.